# Друзи у Сирији
Друзи у Сирији су значајна мањинска религијска заједница у Сирији.
Према The World Factbook, Друзи чине око 3,2 процента становништва (од 2010. године), или приближно 700.000 припадника, укључујући становнике Голанске висоравни. Друзи су концентрисани у руралним, планинским областима источно и јужно од Дамаска, у области која је званично позната као Џабал ал-Друзе.
Друзи су монотеистичка и аврамска религија. Сирија има највећу популацију Друзита на свету, а многи сиријски Друзи такође живе у иностранству, посебно у Венецуели, где живе последњих сто година.
Друзи су абрахамска монотеистичка религија која је гностички изданак и неоплатонистичка секта исмаилизма, огранка шиитског ислама. Друзи су еволуирали из религије ислама и сада су независна религија, одвојена од ислама.
Према једној процени коју је направила Елисабет Гранли са Универзитета у Ослу, око 1.920 сиријских Друза је прешло у хришћанство, према истој студији Хришћани друзијског порекла и даље себе сматрају Друзима, и тврде да нема противречности између тога да си Друз и да будеш хришћанин.